# To Tulsa and Back
To Tulsa and Back is een album van J.J. Cale, dat op 8 juni in 2004 uitkwam. De song "These Blues" werd gebruikt voor een aflevering van de reality tv-serie Dog the Bounty Hunter.
Tulsa (Oklahoma) is de stad waar J.J. Cale opgroeide, ver van Cale's latere thuisbasis Valley Center. De stad is bekend van de Tulsa Sound, waarvan Cale de bekendste vertolker was.

## Nummers
Alle muziek en teksten zijn geschreven door J.J. Cale. 
| 1.                 | My Gal         | 4:23 |
| 2.                 | Chains of Love | 3:37 |
| 3.                 | New Lover      | 3:12 |
| 4.                 | One Step       | 3:20 |
| 5.                 | Stone River    | 3:42 |
| 6.                 | The Problem    | 4:31 |
| 7.                 | Homeless       | 3:25 |
| 8.                 | Fancy Dancer   | 4:50 |
| 9.                 | Rio            | 3:46 |
| 10.                | These Blues    | 3:49 |
| 11.                | Motormouth     | 3:17 |
| 12.                | Blues for Mama | 4:07 |
| 13.                | Another Song   | 3:24 |
| Totale duur: 49:29 |                |      |

## Bandbezetting en Studiopersoneel

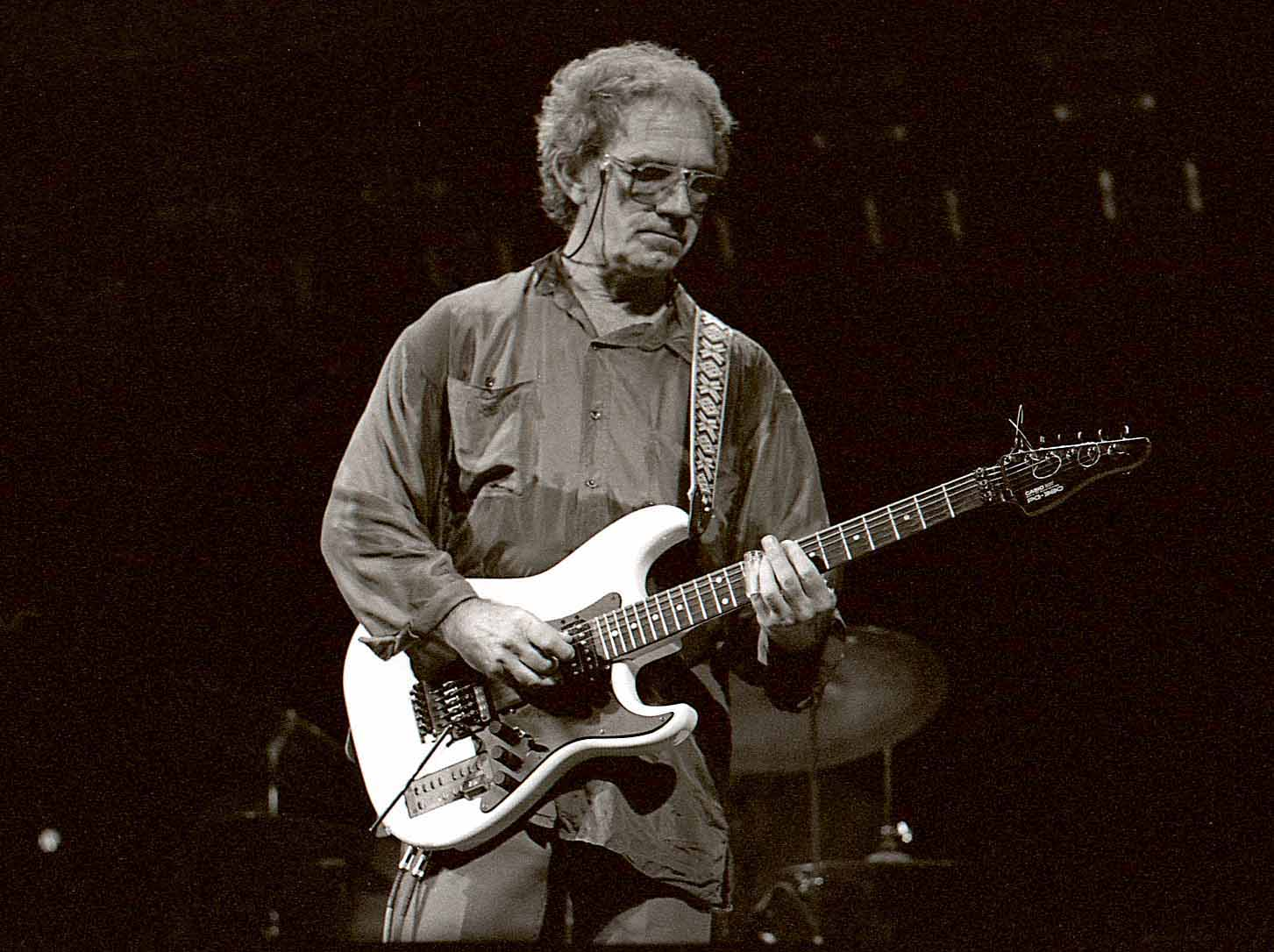
J.J. Cale op 25 april 2006 (foto: Louis Ramirez).

- J.J. Cale : Vocals, Guitar, Synthesizer, Banjo, all other instruments
- Shelby Eicher : Fiddle, Mandolin
- Christine Lakeland : Guitar
- Don White : Guitar
- Bill Raffensperger : Bass
- Gary Gilmore : Bass
- Walt Richmond: Keyboards
- Rocky Frisco : Keyboards
- Jim Karstein : Drums
- Jimmy Markham : Harmonica
- Mike Test - Recording Producer
- Charles Johnson : Engineer
- David Teegarden : Recording Producer, Engineer
- Dana Brown : Engineer
- David Chapman : Engineer
- Greg Calbi : Mastering
- Stéphane Sednaoui : Photography
- Éric Pillault : Graphic Design
- Mike Kappus : Executive Producer
- Bas Hartong : Executive Producer

## Hitlijsten
| Chart (2004–2005)                                 | Peak position |
| ------------------------------------------------- | ------------- |
| Vlaamse Albums (Ultratop 200 Albums (Vlaanderen)) | 45            |
| Waalse Albums (Ultratop 200 Albums (Wallonië))    | 62            |
| Nederlandse Albums (Album Top 100)                | 53            |
| Duitse Albums (Offizielle Deutsche Chart)         | 82            |
| Griekse Albums (IFPI)                             | 36            |
| Italiaanse Albums (FIMI)                          | 54            |
| Zwitserse Albums (Schweizer Hitparade)            | 99            |